# 울다
《울다》(Cry her heart out)는 한국에서 제작된 궁유정 감독의 2011년 영화이다.